# Nous serons comme des dieux
Nous serons comme des dieux est un roman d'Ève de Castro publié le 22 août 1996 aux éditions Albin Michel et ayant reçu le prix des Deux Magots l'année suivante.

## Résumé
Ce roman historique évoque l'amour incestueux du Régent de France, Philippe d'Orléans et de sa fille aînée, Marie Louise Élisabeth d'Orléans, Duchesse de Berry. Enceinte des œuvres du comte de Riom, son amant en titre qui la trompe avec sa dame d'atours, la marquise de Mouchy, la voluptueuse duchesse de Berry, surnommée « Joufflotte » en raison de ses formes plantureuses, s'acharne à cacher sa grossesse avancée à son père. La santé ruinée par sa gloutonnerie, son alcoolisme et ses coucheries, Joufflotte est sur le point de mourir en couches dans son palais du Luxembourg et se voit refuser les sacrements. Incapable de se remettre de son scandaleux accouchement qui a provoqué la colère de son père, la princesse meurt après une longue agonie et est trouvée à nouveau enceinte. Sa sœur cadette Louise Adélaïde, éprise de son père et dévorée de jalousie, s'enferme au couvent et devient abbesse de Chelles.

## Récompenses
Le livre a reçu le Prix des Deux Magots et le Prix Maurice-Genevoix.

## Éditions
- Nous serons comme des dieux, éditions Albin Michel, 1996  (ISBN 2-226-08475-4).